# European Drawer Rack
El European Drawer Rack (EDR) és un sol International Standard Payload Rack (ISPR) de sis contenidors amb set Experiment Modules (EMs), cadascun dels quals té accés independent a energia i refrigeració. Un Video Management Unit envia les dades de vídeo en streaming, imatges, i dades científiques a la Terra a través de l'enllaç de dades de banda ampla del mòdul Columbus i temporalment pot guardar 72 GB de video. Els experiments són en gran part autònoms per minimitzar els requisits de transferència de dades, encara que l'EDR pot ser operat remotament mitjançant la teleciencia o en temps real per la tripulació a través d'un ordinador portàtil dedicat. L'EDR té dos tipus diferents d'EMs: el International Space Station locker estàndard i la unitat de vuit panells estàndard International Subrack Interface Standard (ISIS) drawer.
L'EDR és un equip multiusuari a bord de l'Estació Espacial Internacional que possibilita una varietat d'experiments científics. Es troba al mòdul Laboratori Columbus i va ser desenvolupar per l'Agència Espacial Europea per Alenia Spazio, una filial de Thales Alenia Space. Com altres bastidors de càrrega útil a l'estació, les característiques físiques de l'EDR s'ajusta a l'especifiació del International Standard Payload Rack.
L'EDR ofereix allotjament per a un màxim de 3 ISIS Drawers, i 4 ISS Lockers. Aquests ECMs (Experiment Container Modules) estandarditzats poden contenir experiments científics. L'DR ofereix els següents serveis als ECMs:
- Espai d'emmagatzemament
- Alimentació elèctrica (28 V DC, 120 V DC)
- Teleordres/telemetria de baix amplada de banda (19.2 kbit/s RS-422)
- Teleordres/telemetria de mitja amplada de banda (10 Mbit/s Ethernet)
- Telemetria d'alt amplada de banda (32 Mbit/s SpaceWire)
- Adquisició de vídeo analògica (NTSC)
- Discret seguiment al comandament, i els serveis de control de temperatura
- Refrigeració per aire
- Refrigeració per aigua
- Subministrament de nitrogen gasós
- Servei de buit
- Residus de servei de gas
- Servei cronològic
- Serveis de dades auxiliars i de temps
- Interfície per ordinador portàtil per a la tripulació

Les següents càrregues útils de l'ESA estan dissenyades per a l'ús en l'EDR:
- PCDF (Protein Crystallisation and Diagnostics Facility);
- FASTER (Facility for Adsorption and Surface Tension).

L'EDR està operat d'acord amb el concepte d'operació de càrregues útils de l'ESA. El FRC (Facility Responsible Centre) per a l'EDR és un Erasmus USOC, ubicat a l'ESTEC, Noordwijk, Països Baixos.

## Galeria

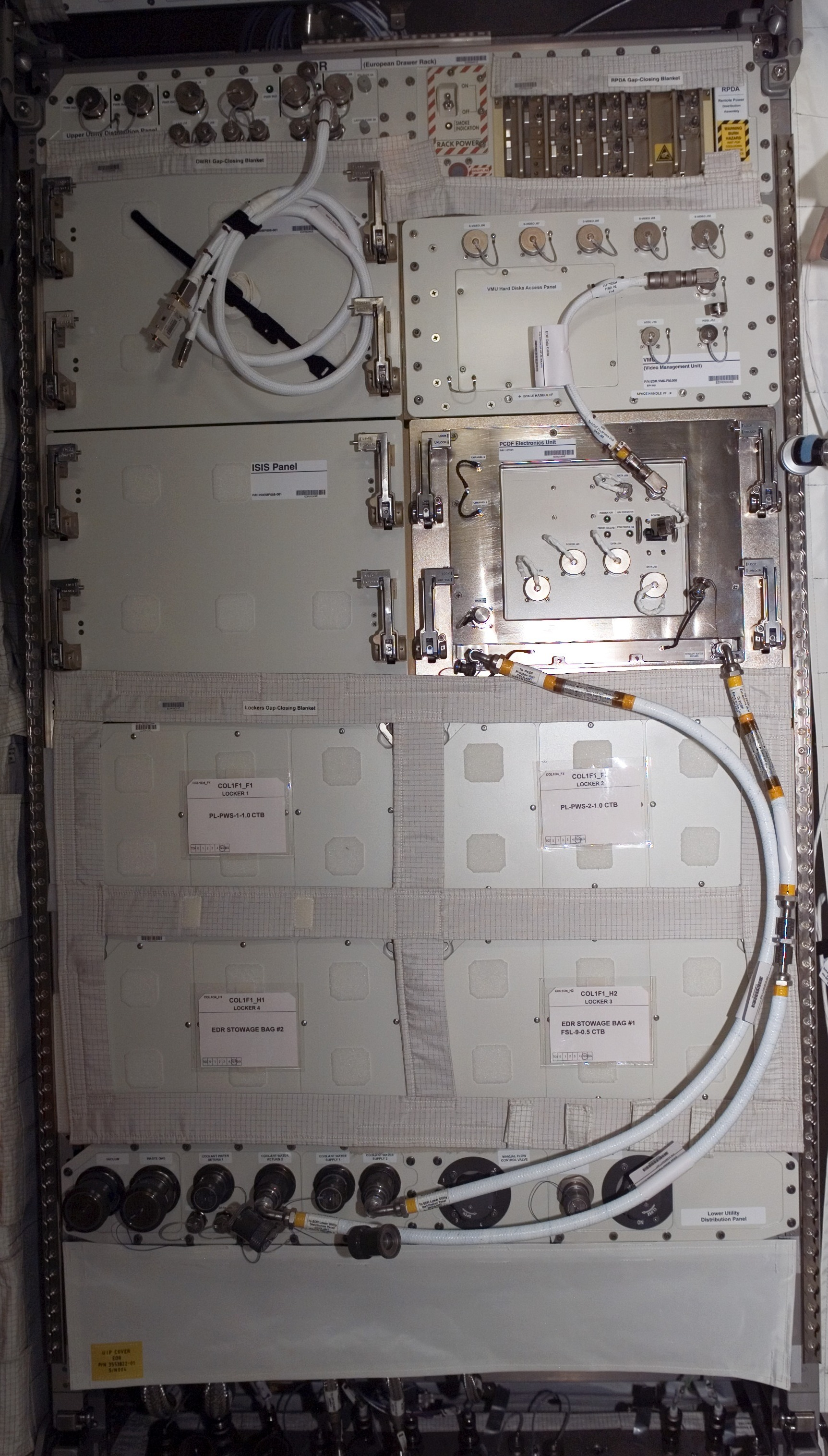
L' European Drawer Rack (EDR) instal·lat al laboratori Columbus. Imatge presa durant l'Expedició 16.
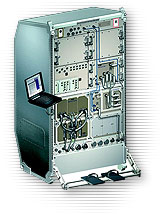
European Drawer Rack (NASA)